# 群馬大学工業短期大学部
群馬大学工業短期大学部（ぐんまだいがくこうぎょうたんきだいがくぶ、英語: Junior College of Technology, Gunma University）は、群馬県桐生市天神町1-5-1に本部を置いていた日本の国立大学である。1953年に設置され、1992年に廃止された。大学の略称は群大工短。

## 概要

### 大学全体
- 群馬県桐生市に所在した日本の国立短期大学で、併設元は群馬大学工学部。
- 1953年に開学。のちに学科の増設により5学科体制となり、いずれも夜間部3年制となっていた。
- 1989年度の入学生を最後に[注釈 2]、1992年に短期大学としての使命を終える[3]。

### 教育および研究
- 群馬大学工業短期大学部は、地元の企業を支援すべく紡績と色染に関する専門教育からスタートし、後に時代の要請により機械および電気に関する専門学科も置かれるようになった。

### 学風および特色
- 群馬大学工業短期大学部は、繊都桐生に夜間高等教育機関の設置要望から設置されたことから、勤労青年や社会人教育には力をいれていた。
- 開学当初は、学生受入れが 9 月だった。
- 1974年度より、勤労者や社会人により広く門戸を開放すべく、全国に先駆けて入学試験を廃止した[1]。

## 沿革
- 1953年
  - 8月1日 左記を以て文部省[注 2]より群馬大学工業短期大学部の設置が認可される[注 3]。学科体制は以下の通りとなっている[6]。
    - 色染科第二部 入学定員30名
    - 紡績科第二部 入学定員30名
- 1954年
  - 5月1日 学生数[7]/定員
    - 色染科第二部 56[注釈 3]/60　
    - 紡績科第二部 55[注釈 4]/60
- 1958年
  - 4月1日 以下の学科を増設する[注 4]。
    - 機械科第二部 入学定員30名

  - 5月1日 学生数[10]/定員
    - 色染科第二部 75[注釈 5]/90　
    - 紡績科第二部 67[注釈 6]/90
    - 機械科第二部 33[注釈 4]/30
- 1959年
  - 4月1日 以下の学科を増設する[注 5]。
    - 電気科第二部 入学定員40名
- 1959年
  - 5月1日 学生数[13]/定員
    - 色染科第二部 75[注釈 7]/90
    - 紡績科第二部 68[注釈 6]/90
    - 機械科第二部 69[注釈 4]/60
    - 電気科第二部 46[注釈 4]/40
- 1965年
  - 4月1日 以下の学科を増設する[14]。
    - 工業化学科第二部 入学定員40名

  - 同 機械科第二部の入学定員を30→40に増員[14]。
  - 同 紡績科を繊維科に改称[14]。
  - 5月1日 学生数[15]/定員
    - 色染科第二部 87[注釈 5]/90
    - 繊維科第二部 79[注釈 4]/90
    - 機械科第二部 106[注釈 4]/100
    - 電気科第二部 115[注釈 6]/120
    - 工業化学科第二部 34[注釈 4]/40
- 1966年
  - 5月1日 学生数[16]/定員
    - 色染科第二部 88[注釈 8]/90
    - 繊維科第二部 85[注釈 4]/90
    - 機械科第二部 121[注釈 4]/110
    - 電気科第二部 117[注釈 3]/120
    - 工業化学科第二部 76[注釈 6]/40
- 1967年
  - 4月1日 色染科第二部の 入学定員を30→40に増員[17]。
  - 5月1日 学生数[18]/定員
    - 色染科第二部 89[注釈 8]/100
    - 繊維科第二部 91[注釈 3]/90
    - 機械科第二部 126[注釈 4]/120
    - 電気科第二部 128[注釈 4]/120
    - 工業化学科第二部 116[注釈 9]/120
- 1969年
  - 4月1日 学科名の変更が以下の通り行われる。
  - 機械科→機械工学科
  - 電気科→電気工学科
  - 繊維科→繊維工学科
  - 色染科→色染化学科
- 1975年
  - 4月1日 色染化学科を応用化学科に改称[19]。
  - 5月1日 学生数[20]/定員
    - 応用化学科第二部 87[注釈 10]/120
    - 繊維工学科第二部 89[注釈 3]/90
    - 機械工学科第二部 150[注釈 11]/120
    - 電気工学科第二部 132[注釈 11]/120
    - 工業化学科第二部 148[注釈 10]/120
- 1985年
  - 5月1日 学生数[21]/定員
    - 応用化学科第二部 141[注釈 12]/120
    - 繊維工学科第二部 80[注釈 13]/90
    - 機械工学科第二部 146[注釈 6]/120
    - 電気工学科第二部 139[注釈 8]/120
    - 工業化学科第二部 116[注釈 7]/120
- 1986年
  - 5月1日 学生数[22]/定員
    - 応用化学科第二部 134[注釈 12]/
    - 繊維工学科第二部 75[注釈 9]/90
    - 機械工学科第二部 145[注釈 3]/
    - 電気工学科第二部 134[注釈 9]/
    - 工業化学科第二部 121[注釈 8]/120」
- 1986年〜1987年
  - 4月1日 以下、学科の入学定員増あり[注 6]。
    - 機械工学科 40→50
    - 電気工学科 40→45
    - 応用化学科 40→50
- 1987年
  - 5月1日 学生数[26]/定員
    - 応用化学科第二部 128[注釈 14]/
    - 繊維工学科第二部 86[注釈 15]/90
    - 機械工学科第二部 156[注釈 11]/
    - 電気工学科第二部 148[注釈 13]/
    - 工業化学科第二部 125[注釈 15]/120
- 1988年
  - 5月1日 学生数[27]/定員
    - 応用化学科第二部 141[注釈 14]/
    - 繊維工学科第二部 89[注 7]/90
    - 機械工学科第二部 158[注釈 6]/
    - 電気工学科第二部 149[注釈 8]/
    - 工業化学科第二部 128[注釈 16]/120
- 1989年
  - 4月1日 短期大学として最後の学生募集となる[注釈 2]。
  - 5月1日 学生数[28]/定員
    - 応用化学科第二部 148[注釈 16]/150
    - 繊維工学科第二部 96[注釈 17]/90
    - 機械工学科第二部 160[注釈 6]/150
    - 電気工学科第二部 151[注釈 7]/135
    - 工業化学科第二部 127[注釈 16]/120
- 1990年
  - 5月1日 学生数[29]/定員
    - 応用化学科第二部 85[注釈 13]/100
    - 繊維工学科第二部 61[注釈 8]/60
    - 機械工学科第二部 100[注釈 3]/100
    - 電気工学科第二部 95[注釈 6]/90
    - 工業化学科第二部 85[注釈 13]/80
- 1991年
  - 5月1日 学生数[30]/定員
    - 応用化学科第二部 42[注釈 6]/50
    - 繊維工学科第二部 30[注釈 7]/30
    - 機械工学科第二部 49[注釈 3]/50
    - 電気工学科第二部 48[注釈 4]/45
    - 工業化学科第二部 40[注釈 6]/40
- 1992年
  - 3月31日 左記をもって正式に廃止とする[3]。。

## 基礎データ

### 所在地
- 群馬県桐生市天神町1-5-1[注釈 1]

### 象徴
- 群馬大学工業短期大学部のカレッジマークは右記資料にあり[31]。。
- 大学歌は工学部と共同で『関東八州』となっていた。土井晩翠が作詞・弘田龍太郎が作曲したものとなっていた[1]。

## 教育および研究

### 組織

#### 学科[注 8]
- 応用化学科第二部 入学定員50名
- 繊維工学科第二部 入学定員30名
- 機械工学科第二部 入学定員50名
- 電気工学科第二部 入学定員45名
- 工業化学科第二部 入学定員40名

#### 専攻科
- なし

#### 別科
- なし

### 研究
- 『纎維工学研究誌』[33]

## 学生生活

### 部活動・クラブ活動・サークル活動
- 群馬大学工業短期大学部で活動していたクラブ活動：ほとんど工学部の学生と混合で活動し、ラグビー部やサッカー部に所属していた短大生もいた[1]。

### 学園祭
- 群馬大学工業短期大学部の学園祭は、工学部学生とともに「工学祭」として活動していた[1]。

## 大学関係者と組織

### 大学関係者組織
- 群馬大学工業短期大学部には同窓会組織があり、同窓記念会館に卒業生による寄せ書きが所蔵されている[1]。

### 大学関係者一覧

#### 大学関係者
歴代学長
- 西成甫
- 長谷川秀治
- 秋月康夫
- 石原恵三
- 畑敏雄
- 小野周
- 前川正

#### 出身者
- 須永徹 - 日本社会党衆議院議員

## 施設

### キャンパス
- 設備：工学部とキャンパスを共用していた。